# Autódromo de Deodoro

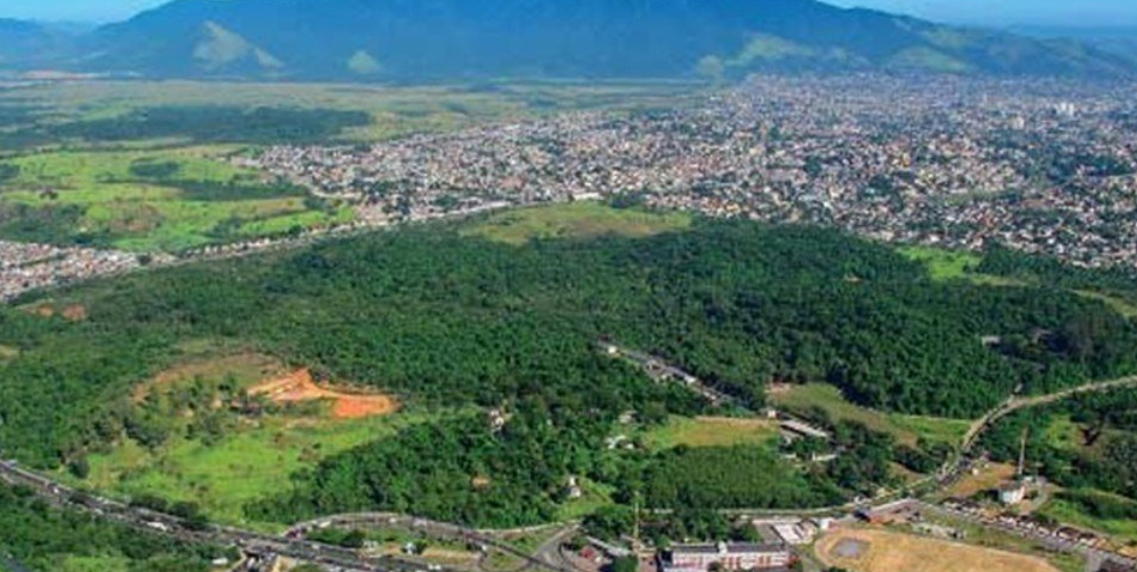
Região escolhida para construção do Autódromo de Deodoro. O local é na Floresta do Camboatá, área de preservação ambiental.

O Autódromo de Deodoro foi um projeto de um autódromo que seria construído no bairro de Deodoro, no Rio de Janeiro, em substituição ao Autódromo de Jacarepaguá, que em 2012 foi desativado e demolido para obras dos Jogos Olímpicos de 2016, e que receberia o Grande Prêmio do Brasil de Fórmula 1, sendo descartado pela prefeitura da cidade do Rio de Janeiro em 2021.

## História

### 2012
A previsão inicial era de que a construção tivesse início e conclusão em 2012, contudo, em Dezembro de 2011, o Departamento Jurídico da Confederação Brasileira de Automobilismo (CBA) pediu a impugnação do edital de construção do Parque Olímpico no Rio de Janeiro no terreno do Autódromo Internacional Nelson Piquet, em Jacarepaguá. Segundo a entidade, o uso da área para a construção foi condicionado à construção e entrega de um novo autódromo de padrão internacional. Em Janeiro de 2012, a Justiça acatou o pedido da CBA e suspendeu o processo licitatório.
Em Maio de 2012, após reunião em Brasília entre o presidente da CBA, Cleyton Pinteiro, e representantes do Governo Federal, Governo do Estado do Rio de Janeiro e Prefeitura, ficou definido que a construção do autódromo começaria em Janeiro de 2013. Em Julho, no entanto, foi levantado um problema de segurança. O local escolhido (uma área militar que não era utilizada há muito tempo) poderia esconder minas, granadas e bombas. De forma que a obra só poderia ter início após a conclusão das investigações ao terreno, provando a segurança do local. Em Novembro, o Ministério do Esporte e o Exército Brasileiro anunciaram o projeto de construção do autódromo.

### 2019
Em Maio de 2019 o presidente da República, o Governador do Rio de Janeiro e o Prefeito do Rio, anunciaram que o Grande Prêmio do Brasil de Fórmula 1 aconteceria no Rio de Janeiro no ano de 2020. O presidente da Republica assinou um termo de cooperação com o governo do estado e a prefeitura da capital para as obras do Autódromo de Deodoro, que deverá ter capacidade para receber um público de 130 mil pessoas.
O Exército cedeu o terreno onde será erguido o autódromo. A Rio Motorpark (ex-Rio Motorsports) venceu a licitação, da prefeitura, para negociar com a Liberty Media (detentora da F1) a construção do Autódromo no Rio de Janeiro. Após vários problemas para obtenção das licenças ambientais, que não foram liberadas durante o período esperado, inviabilizou-se a construção em 2020.

### 2021
Em Novembro de 2020 Liberty Media divulgou o calendário de 2021 com prova no país, no Autódromo de Interlagos em São Paulo, o Governo de São Paulo confirmou vínculo de cinco anos, e em dezembro o contrato foi assinado com a Prefeitura de São Paulo e a Liberty Media; o evento passa chamar-se GP de São Paulo.
O prefeito eleito do Rio de Janeiro Eduardo Paes, descartou a construção do autódromo no Bairro de Deodoro, na floresta do Camboatá, em razão de acordos políticos; irá avaliar outro local para construção do autódromo.
Em Fevereiro de 2021, a prefeitura do Rio de Janeiro desiste oficialmente do terreno de Deodoro como uma opção para a pista de corridas do Rio.
A Câmara Municipal do Rio de Janeiro aprovou por unanimidade a transformação da Floresta do Camboatá em Refúgio de Vida Silvestre (REVIS), encerrando a possibilidade de se construir um autódromo no local.